# Galvács
Galvács là một thị trấn thuộc hạt Borsod-Abaúj-Zemplén, Hungary. Thị trấn này có diện tích 15,04 km², dân số năm 2010 là 90 người, mật độ 6 người/km².